# Slag aan de Rijn
De Slag aan de Rijn vond plaats omstreeks 525 (tussen 520 en 531) aan de monding van de Rijn in de Noordzee tussen de Franken en de Denen. De Franken, samen met een Friese koning van wie de naam niet is overgeleverd, versloegen daarbij de Deense indringers, die werden aangevoerd door koning Hygelac.

## Achtergrond
De directe aanleiding tot deze veldslag was een strooptocht, door de Deense koning op touw gezet, die de Denen tot diep in Frankisch grondgebied had gebracht. Zij waren daarbij met schepen de monding van de Rijn binnengegaan en tot aan de Hettergouw (het Duitse Nederrijngebied) de rivier opgevaren. Daar waren zij aan het plunderen geslagen en hadden zij gevangenen gemaakt en buit verzameld.
De Frankische koning Theuderik stuurde een vloot onder leiding van zijn zoon Theudobert naar de rijnmonding. Ook de Friese koning bracht zijn leger op de been en verzamelde schepen. Gezamenlijk wachtten beide legers de terugtocht van de Denen af. Nietsvermoedend werden de Denen in een hinderlaag aangevallen en door Friezen en Franken afgeslacht.

## Onzekerheid
De schriftelijke bronnen die de gebeurtenissen beschrijven, geven geen eenduidige informatie over welke volken nu betrokken waren bij de veldslag. Ondanks dat het wapenfeit zich afspeelt op Fries gebied, noemen de Frankische geschiedkundige bronnen uit deze periode geen Friezen. Pas de latere Angelsaksische verhalende bron Beowulf noemt de Friezen als deelnemers.
H.W. Halbertsma meent dat de weergave van de gebeurtenissen in de Beowulf het meest waarheidsgetrouw zijn. De vermoedelijke Deense maker van de oorspronkelijke Hygelac-sage had namelijk geen belang om de rol van de Friese koning te verzwijgen, terwijl de Franken (zie Gregorius van Tours) dat belang wel hadden. De vermelding van een Friese aandeel in het gevecht deed namelijk afbreuk aan de glorie van de overwinning door Theudobert.